# Izvoarele Izvernei
Izvoarele Izvernei (monument al naturii) alcătuiesc o arie naturală protejată de interes național ce corespunde categoriei a III-a IUCN (rezervație naturală de tip mixt), situată în județul Gorj, pe teritoriul administrativ al orașului Tismana.

## Descriere
Rezervația naturală cu o suprafață de 500 hectare a fost declarată arie protejată prin Legea Nr.5 din 6 martie 2000 (privind aprobarea Planului de amenajare a teritoriului național - Secțiunea a III-a - zone protejate) și reprezintă o zonă de interes geologic, floristic, faunistic și peisagistic datorită formelor de relief carstic (izvoare, chei, lapiezuri, izbucuri), precum și varietății speciilor de plante și animale aflate în teritoriul ariei naturale.